# Marie Hübner-Posselt
Marie Hübner-Posselt (5. května 1867 Jablonec – 4. června 1938 Jablonec) byla německá spisovatelka, básnířka píšící i německým dialektem.

## Životopis
Rodiče: Johann Posselt, malíř porcelánu a Klara Posselt-Hemrich. Sourozenci: Heinrich Posselt (13. 7. 1863), Amalia Posselt (18. 9. 1864) a Anna Posselt (4. 8. 1874). 13. února 1886 se provdala za Antona Hübnera (zemřel 1899). Měli spolu sedm dětí, ale jen tři se dožili dospělého věku: Marta Hübner, Elisabeth Hübner (23.6. 1893) a Heinrich Hübner (16. 11. 1894).
Marie Hübner-Posselt byla výraznou osobností kulturního života v Jablonci nad Nisou. Stala se vzorem emancipované ženy. Byla dokonce jedno volební období zastupitelkou v Jablonci (1919–1923). Marie byla aktivní ve spolku Hausfrauenverein, v Bund der Deutschen a v dalších. Psala básně a povídky ve spisovném jazyce i v nářečí (dialekt se nazýval paurich). Její divadelní hry nevyšly knižně a některé básně vyšly pouze v časopisech a novinách. Přispívala mj. do časopisů Gablonzer Tagblatt a Vokwehr, Bydlela v Jablonci nad Nisou na Podhorské ulici.

## Dílo

### Básně
- Feldblumen: Gedichte – Gablonz an der Neisse: Selbsverlag, 1908
- Gablinzer Wore. Kollektion 1, Kollektion schiener Muster vo Ernst, Lostich und Co – Gablonz an der Neisse: Hermann Rössler, 1913
- Gablinzer Wore. Kollektion 2, Kollektion neuer Muster vo Ernst, Lostich und Co – Gablonz an der Neisse: Reinhold Wünsch, 1920
- Gablinzer Wore – Dritte kollektion neuer Muster vo Ernst, Lostich und Co. Gablonz an der Neisse: [s.n.], 1927
- Meine Heimcht ös immer schiene: De schinnsten Moster aus dr Gablinzer Wore und a poor Faldblümel – Gablonz an der Neisse: Männerbundesgruppe des Bundes der Deutschen, 1938
- Gedichte von Marie Hübner: Rübezahl humoristisches Volksblatt; 1907; str. 141–146,

### Próza
- Mütterheime – Breslau: Deutscher Bund für Mutterschutz, 1911

### Divadelní hry
- In schwerer Zeit
- Ideale[3]